# Alexis-Nicolas Pérignon
Alexis-Nicolas Pérignon, ou Nicolas Pérignon, dit « Pérignon l'Ancien », est un peintre, graveur et architecte lorrain né à Nancy en 1726, et mort à Paris le 4 janvier 1782.

## Biographie
Nicolas Pérignon est reçu à l'Académie royale de peinture et de sculpture en juin 1774. Il présente pour sa réception deux marines ornées de fabriques peintes à gouache.
Il voyage en Hollande, en Italie et en Suisse à la demande de Jean-Benjamin de La Borde qui a publié des Voyages pittoresques. Aquarelliste, il laisse de ses voyages de nombreuses vues réalisées tant en France qu'à l'étranger.
Peintre de marines, de fleurs et de paysages, il expose au Salon de peinture et de sculpture en 1775, 1779 et 1781.

Vue du Château de Birseck, vedute gravée sur cuivre puis colorée (1778, Bibliothèque centrale de Soleure).

Ces œuvres son exposées à l'École des beaux-arts de Paris, au musée du Louvre, au musée Carnavalet, ainsi qu'aux musées de Nancy, de Dijon, de Bruxelles et de Vienne.
Son fils épouse Marie-Clémentine-Joséphine-Louise Paillet, fille de l'expert en art Alexandre Joseph Paillet, dont un fils, Alexis Joseph Pérignon.